# Massimiliano Allegri
Massimiliano Allegri (Livorno, 1967. augusztus 11. –) olasz edző és egykori középpályás. 2010-től 2014-ig az AC Milan vezetőedzője. 2004 óta eddig csak ő tudott olasz bajnok lenni az AC Milannal. 2014-től 2019-ig, majd 2021–2024 között a Juventus vezetőedzője volt, mellyel zsinórban öt bajnoki címet szerzett.

## Klubkarrier
Azután hogy korai karrierjét alacsonyabb osztályokban töltötte, beleértve szülővárosát Livornót, Allegri 1991-ben csatlakozott a Pescarához. Giovanni Galeone bizalmát élvezve stabil pozíciót szerzett magának a középpályán 1992-ben. Allegri kiváló játékosa volt a Serie A-ban szereplő Pescarának. Annak ellenére, hogy kiestek a bajnokságból, Allegri 12 gólt szerzett középpályásként. Ezután a Cagliarihoz igazolt, onnan a Perugiához, majd a Napolihoz, mielőtt visszatért a Pescarába. Rövid időt töltött még a Pistoisében és az Aglianesében mielőtt 2003-ban visszavonult.
2001-ben egy évre eltiltották bundázás miatt hat másik olasz játékossal együtt.

## Edzőség

### Korai Karrier
Allegri 2004-ben kezdett el edzősködni a Serie C2-ben szereplő Aglianesénél, ahol játékos pályafutása utolsó két évét töltötte. Egy sikeres szezon után a Serie C1-ben szereplő Grossetóhoz igazolt, de az ott töltött idő nem volt olyan sikeres mint előző klubjánál, ezért a 2007–2008-as szezon kezdetekor megfosztották állásától. Röviddel ezután megegyezett egykori edzőjével Giovanni Galeonéval, hogy csatlakozik az Udinese edzői stábjához. Ám ezt az olasz labdarúgó törvények tiltották, mert még szerződése volt a Grossettóval, ezért három hónapra szóló felfüggesztést kapott 2008 elején.

### Sassuolo
2007 augusztusában Allegri lett a Serie C1-ben szereplő ambiciózus csapat a Sassuolo vezetőedzője. Allegri gyorsan a tabella élére vezette a csapatot. 2008. április 27-én a Sassuolo biztosította első helyét és feljutott a Serie B-be.

### Cagliari (2008-2010)
2008. május 29-én David Ballardinit váltotta a Serie A-ban szereplő Cagliari kispadján. A kiábrándító kezdés ellenére (5 meccs, 5 vereség) a klubelnök Massimo Cellino bízott Allegriben, és decemberben már a tabella közepén volt a csapat. December 9-én az 1-0-s Palermo elleni hazai győzelem után a Cagliari Calcio kijelentette, hogy Allegri szerződést hosszabbított, mely 2011. június 1-én jár le.
A 2008-2009-es szezon a kilencedik helyen zárta, mely nagy eredménynek számított, tekintettel az első osztályú játékosok hiányára, de a magas minőségű Cagliari támadójátékot figyelembe véve az UEFA Európa Liga sem tűnt elérhetetlennek a csapat számára. Ezek az eredmények oda vezettek, hogy elnyerte a Panchina d'Oro (Arany pad) díjat, melyet más Serie A menedzserek szavaztak meg. Annak ellenére, hogy a 2009-2010-es szezonban megerősítette a Cagliari csapatát, elvesztette legfontosabb csatárát Robert Acquafresca-át. A klubnál töltött ideje alatt három játékosát (név szerint Davide Biondini-t, Federico Marchetti-t és Andrea Cossu-t) behívták a válogatottba.
Mindenki nagy meglepetésére Allegrit a jó szereplése ellenére 2010. április 13-án leváltották, helyére Giorgio Melis-t nevezték ki. 

### Milan (2010-2014)
2010-2011
Június 25-én Allegri hivatalosan a Milan vezetőedzője lett. Első szezonjában a Milánt egészen a bajnoki címig vezette, kétszer is megverve az Intert. 2004 után ez volt a milánóiak első bajnoki címe. A csapat eljutott a Bajnokok Ligája nyolcaddöntőéig, ám ott a Tottenham ellen vereséget szenvedtek.
2011-2012
Allegri sikeresen folytatta második szezonját a klubnál. A Milan a hatodik Olasz Szuperkupáját nyerte vele, 2-1-es győzelmet aratva az Inter felett. A Coppa Italia elődöntőjében a Juventus, a Bajnokok Ligája negyeddöntőjében pedig a Barcelona ejtette ki őket.  A bajnoki címet matematikailag a városi rivális Inter ellen bukták el az utolsó előtti fordulóban, mikor is Ibrahimovic duplája kevésnek bizonyult Milito mesterhármasával és Maicon bombájával szemben. 
2012-2013
 Az új szezon már jó néhány nehézséget tartogatott, köszönhetően olyan kulcsemberek távozásának, mint Thiago Silva, vagy Zlatan Ibrahimović. Mindezek ellenére Allegri a dobogón tartotta a Milánt, mely a harmadik helyen végzett a bajnokságban. A BL nyolcaddöntőjében a csapat azonnal összekerült a Barcával, és ugyan hazai pályán a milánóiak két gólos előnyre tettek szert, idegenben négyet kaptak és így már kora tavasszal búcsúzni kényszerültek a sorozattól.
2013-2014
Az egyre inkább meggyengülő Milánt Allegri már nem tudta annyira a tűz közelben tartani, mint korábban. A csapat továbbjutott a BL csoportjából, ugyanakkor a bajnokságban jó néhány csalódást kellett feldolgozni. Silvio Berlusconi 2014. január 13-án menesztette Allegrit. Az i-re a pontot a január 12-én lejátszott Sassuolo elleni idegenbeli bajnoki mérkőzés tette fel, mikor 4-3-as vereséget szenvedett a csapat. 

### Juventus (2014-2019)
2014-2015
2014 júliusában váltotta a legenda státuszba került Antonio Conte mestert a csapat kispadján.  Bár a szurkolók nem örültek kinevezésének, első szezonjában a Juventus megvédte a bajnoki címét és 20 év után az olasz kupát is elhódította. A csapatnak, azzal, hogy 12 év után bejutott a Bajnokok Ligája döntőjébe, esélye nyílt a triplázásra, de a berlini fináléban alulmaradtak a Barcelonával szemben. 
2015-2016
Allegri a következő szezonra is a Juve élén maradt és jó néhány nehézséget kellett leküzdenie; a nyári mercato során olyan játékosok hagyták el a csapatot, mint Arturo Vidal, Carlos Tévez, illetve Andrea Pirlo. A Juventus rosszul kezdte a bajnokságot, így felmerült az edző menesztése is, ám végül marasztalták, a Bianconeri pedig egy 28 meccses veretlen szériával végül zsinórban ötödször lett bajnok. A kupát Allegri volt csapata, az A.C. Milan ellen hódították el a torinóiak, az edző pedig történelmet írt, hiszen korábban senki nem tudott két egymást követő évben duplázni. A BL menetelés ezúttal elmaradt, a csapatot a Bayern búcsúztatta a legjobb 16 között. A párharc második felvonását jó néhány bírói tévedés fűszerezte meg. 
2016-2017
Ugyan Paul Pogba elhagyta a csapatot a nyáron, viszont cserébe olyan játékosok érkeztek, mint Gonzalo Higuaín, Dani Alves, valamint Miralem Pjanić. Ezekkel az igazolásokkal a Juve egyértelműen bejelentkezett a Bajnokok Ligája címre. A döntőbe jutást magabiztosan abszolválta a csapat, azonban a fináléban a Real Madrid CF már túl nagy falatnak bizonyult. Allegri tehát három év alatt kétszer juttatta el a Juventust a BL döntőjébe, ám a klub hagyományainak megfelelve mindkétszer alulmaradt.  A hazai dupla viszont ezúttal is összejött, zsinórban harmadszor.
2017-2018
Számos átalakulás jellemezte ezen a nyáron is a Juventust, de Allegri sikeresen menedzselte ezt a helyzetet is. A Napoli sokáig szorongatta a zebrákat a bajnoki címért folyó küzdelemben, de végül ismét a torinóiak ünnepelhettek, csakúgy, mint az Olasz Kupa döntőjében is. A BL negyeddöntőben a csapat összekerült az előző évi győztessel és majdnem sikerült is a csoda a Bernabeuban, de a legvégén most is a blancók örülhettek. 
2018-19 
Sokak örömére sikerült a nyáron megszerezni Cristiano Ronaldot , akinek az érkezése viszont Gonzalo Higuaín ideiglenes távozását jelentette. A csapat már-már szokásosnak mondható módon leoktatta az egész hazai mezőnyt, de a BL-ben ezúttal sem jött össze a végső győzelem, sőt; a zebrák már a legjobb nyolc között búcsúzni kényszerültek, ezúttal az AFC Ajax múlta felül őket. A szezon végén Allegri bejelentette távozását.  Öt év alatt 11 trófeát nyert az Öreg Hölggyel.

## Edzőkénti díjak, sikerek

### Sassuolo
- Serie C1 Bajnok (1) : 2007–08

### Milan
- Serie A Bajnok (1): 2010–2011
- Olasz labdarúgó-szuperkupa (1) : 2011

### Juventus
- Serie A Bajnok (5): 2014–2015, 2015–2016, 2016–2017, 2017–2018, 2018–2019
- Olasz kupa (5): 2014–2015, 2015–2016, 2016–2017, 2017–18, 2023–2024
- Olasz labdarúgó-szuperkupa (2): 2015, 2018

- Bajnokok ligája döntős (2): 2015, 2017

## Edzői statisztika
2024. május 17-én lett frissítve.
| Csapat    | Nemzet   | –tól              | –ig               | Eredményességi mutató | Eredményességi mutató | Eredményességi mutató | Eredményességi mutató | Eredményességi mutató | Eredményességi mutató | Eredményességi mutató | Eredményességi mutató |
| Csapat    | Nemzet   | –tól              | –ig               | M                     | Gy                    | D                     | V                     | RG                    | KG                    | GK                    | Győz. %               |
| --------- | -------- | ----------------- | ----------------- | --------------------- | --------------------- | --------------------- | --------------------- | --------------------- | --------------------- | --------------------- | --------------------- |
| Aglianese | olasz    | 2003. július 1.   | 2004. június 30.  | 38                    | 10                    | 13                    | 15                    | 30                    | 35                    | +5                    | 32.5                  |
| SPAL      | olasz    | 2004. július 1.   | 2005. május 30.   | 40                    | 13                    | 15                    | 12                    | 47                    | 41                    | +6                    | 32.5                  |
| Grosseto  | olasz    | 2005. július 19.  | 2005. október 29. | 13                    | 3                     | 6                     | 4                     | 11                    | 10                    | +1                    | 18.18                 |
| Grosseto  | olasz    | 2006. április 17. | 2006. október 29. | 17                    | 4                     | 9                     | 4                     | 21                    | 21                    | +0                    | 23.53                 |
| Sassuolo  | olasz    | 2007. július 17.  | 2008. május 28.   | 42                    | 23                    | 6                     | 13                    | 56                    | 43                    | +13                   | 54.76                 |
| Cagliari  | olasz    | 2008. május 29.   | 2010. április 13. | 74                    | 27                    | 15                    | 32                    | 100                   | 106                   | –7l6                  | 36.49                 |
| Milan     | olasz    | 2010. június 25.  | 2014. január 13.  | 178                   | 91                    | 49                    | 38                    | 303                   | 178                   | +125                  | 45.96                 |
| Juventus  | olasz    | 2014. július 16.  | 2019. június 16.  | 271                   | 191                   | 43                    | 37                    | 511                   | 195                   | +316                  | 70.48                 |
| Juventus  | olasz    | 2021. május 28.   | 2024. május 17.   | 149                   | 80                    | 34                    | 35                    | 221                   | 138                   | +83                   | 53.69                 |
| összesen  | összesen | összesen          | összesen          | 822                   | 442                   | 190                   | 190                   | 1301                  | 769                   | +532                  | 53.77                 |

## Magyarul megjelent művei
- Ilyen egyszerű. 32 vezérelv a fociról és az életről; ford. Matolcsi Balázs; Partvonal, Bp., 2022

## Külső hivatkozások
- http://www.repubblica.it/2008/04/sezioni/sport/calcio/ritornano-in-b/ritornano-in-b/ritornano-in-b.html
- https://web.archive.org/web/20120722091051/http://www.cagliaricalcio.net/home.html?idNotizia=5599&type=0&id_menu=1
- http://www.goal.com/en/news/10/italy/2010/04/13/1877346/official-cagliari-sack-coach-massimiliano-allegri
- http://www.tuttomercatoweb.com/?action=read&id=131831
- http://www.transfermarkt.co.uk/en/massimiliano-allegri/aufeinenblick/trainer_7671.html
- https://www.goal.com/hu/hírek/a-juventus-azonnali-hatallyal-kirugta-allegrit-hivatalos/blt4e8204c4e2c1bcbd